# Rudolf Rechsteiner
 (septembre 2022).
Pour les articles homonymes, voir Rechsteiner.
Rudolf Rechsteiner, né le 27 septembre 1958 à Bâle, est une personnalité politique suisse, membre du parti socialiste.

## Biographie
Après avoir obtenu sa maturité fédérale en 1977 à Bâle, il étudie l'économie, la science politique et la sociologie aux Universités de Bâle et de Genève. Il est ensuite rédacteur au Basler Zeitung entre 1982 et 1985, puis chef de service à la ville de Bâle. Il est reçu comme docteur en 1986 puis est élu en 1988 au Grand Conseil du canton de Bâle-Ville et en 1995 au Conseil national.
Il est entre autres président de Swissaid et de la branche suisse d'Amnesty International et est reconnu comme spécialiste des énergies renouvelables[réf. souhaitée].

## Source
- (de) Cet article est partiellement ou en totalité issu de l’article de Wikipédia en allemand intitulé « Rudolf Rechsteiner » (voir la liste des auteurs).